# Paris-Camembert 2024
La 85e édition de Paris-Camembert a eu lieu le 27 mars 2024. Cette course cycliste d'un jour fait partie du calendrier UCI Europe Tour 2024 en catégorie 1.1 (troisième niveau mondial).
Cette course est aussi inscrite au calendrier de la Coupe de France en tant que 6e manche de l'édition 2024.
L'épreuve est remportée par Benoît Cosnefroy de l'équipe Décathlon AG2R La Mondiale qui s'impose devant Clément Venturini (Arkéa - B&B Hotels) et Alexandre Delettre (St Michel - Mavic - Auber93).

## Présentation

### Parcours
Paris-Camembert 2024 se déroule principalement dans les départements de l'Eure et du Calvados. La longueur totale du parcours est de 216 kilomètres pour un dénivelé annoncé d'environ 1 400 mètres. Ce parcours est catégorisé comme accidenté. Il promet généralement des courses ouvertes avec des résultats moins prévisibles que des étapes au profil plus plat.
Contrairement à ce que son nom laisse penser, la course se déroule entre Magnanville (Yvelines) et Livarot (Calvados).

### Équipes
Paris-Camembert est classée en catégorie 1.1 du circuit  UCI Europe Tour. Par conséquent, la course est ouverte aux équipes UCI WorldTeam dans la limite de 50 % des équipes participantes, aux équipes continentales professionnelles, aux équipes continentales et aux équipes nationales.
Quinze équipes participent à Paris-Camembert: quatre WorldTeams, sept ProTeams et quatre équipes continentales, pour un total de 101 coureurs :
| WorldTeams (4)- Arkéa-B&B Hotels - Cofidis - Decathlon-AG2R La Mondiale - Groupama-FDJ ProTeams (7)- Equipo Kern Pharma - Euskaltel-Euskadi - Q36.5 Pro Cycling Team - Team Novo Nordisk - TotalEnergies - Uno-X Mobility - VF Group-Bardiani CSF-Faizané Équipes continentales (4)- CIC U Nantes Atlantique - Nice Métropole Côte d'Azur - Saint Michel-Mavic-Auber 93 - Van Rysel-Roubaix |
| |

### Principaux coureurs présents
Les vainqueurs des deux dernières éditions Valentin Ferron et Anthony Delaplace sont au départ de l'édition 2024. D'autres favoris baroudeurs sont attendus comme Benoît Cosnefroy, Guillaume Martin, Clément Venturini ou Alexandre Delettre. Si la course se termine au sprint Jason Tesson est sans doute le meilleur sprinteur au départ de Paris-Camembert.

### Diffusion
Cette année la course n'est pas diffusée en direct.

## Classement de la course
| \| Classement général \| Classement général \| Classement général \| Classement général \| Classement général \| \| Coureur \| Coureur \| Pays \| Équipe \| Temps \| \| ------------------ \| ------------------ \| ------------------ \| ----------------------------- \| ------------------ \| \| 1er \| Benoît Cosnefroy \| France \| Decathlon-AG2R La Mondiale \| 4 h 26 min 11 s \| \| 2e \| Clément Venturini \| France \| Arkéa-B&B Hotels \| + 0 s \| \| 3e \| Alexandre Delettre \| France \| Saint Michel-Mavic-Auber 93 \| + 0 s \| \| 4e \| Martin Marcellusi \| Italie \| VF Group-Bardiani CSF-Faizanè \| + 0 s \| \| 5e \| Fredrik Dversnes \| Norvège \| Uno-X Mobility \| + 0 s \| \| 6e \| Guillaume Martin \| France \| Cofidis \| + 0 s \| \| 7e \| Ewen Costiou \| France \| Arkéa-B&B Hotels \| + 4 s \| \| 8e \| Joris Delbove \| France \| Saint Michel-Mavic-Auber 93 \| + 8 s \| \| 9e \| Rory Townsend \| Irlande \| Q36.5 Pro Cycling Team \| + 14 s \| \| 10e \| Matyáš Kopecký \| Tchéquie \| Team Novo Nordisk \| + 14 s \| |                    |          |                               |                 |
| |                    |          |                               |                 |
| Source : ProCyclingStats |                    |          |                               |                 |
| Classement général |                    |          |                               |                 |
| Coureur | Coureur            | Pays     | Équipe                        | Temps           |
| 1er | Benoît Cosnefroy   | France   | Decathlon-AG2R La Mondiale    | 4 h 26 min 11 s |
| 2e | Clément Venturini  | France   | Arkéa-B&B Hotels              | + 0 s           |
| 3e | Alexandre Delettre | France   | Saint Michel-Mavic-Auber 93   | + 0 s           |
| 4e | Martin Marcellusi  | Italie   | VF Group-Bardiani CSF-Faizanè | + 0 s           |
| 5e | Fredrik Dversnes   | Norvège  | Uno-X Mobility                | + 0 s           |
| 6e | Guillaume Martin   | France   | Cofidis                       | + 0 s           |
| 7e | Ewen Costiou       | France   | Arkéa-B&B Hotels              | + 4 s           |
| 8e | Joris Delbove      | France   | Saint Michel-Mavic-Auber 93   | + 8 s           |
| 9e | Rory Townsend      | Irlande  | Q36.5 Pro Cycling Team        | + 14 s          |
| 10e | Matyáš Kopecký     | Tchéquie | Team Novo Nordisk             | + 14 s          |

## Attributions des points

### Classement UCI
La course attribue aux coureurs le même nombre des points pour l'UCI Europe Tour 2024 et le Classement mondial UCI.
| Position           | 1er | 2e | 3e | 4e | 5e | 6e | 7e | 8e | 9e | 10e | 11e | 12e | 13e à 15e | 16e à 25e |
| Classement général | 125 | 85 | 70 | 60 | 50 | 40 | 35 | 30 | 25 | 20  | 15  | 10  | 5         | 3         |

### Classements Coupe de France
L'ordre d'arrivée de l'épreuve détermine le nombre de points attribués pour le classement général individuel de la Coupe de France 2024.
| Position | 1er | 2e | 3e | 4e | 5e | 6e | 7e | 8e | 9e | 10e | 11e | 12e | 13e | 14e | 15e |
| Points   | 50  | 35 | 25 | 20 | 18 | 16 | 14 | 12 | 10 | 8   | 6   | 5   | 3   | 3   | 3   |

Le classement par équipes de la Coupe de France est établi de la manière suivante : on additionne les places des trois premiers coureurs pour définir le score de chaque équipe. Puis les équipes sont classées par score décroissant. L'équipe avec le total le plus faible sera la première et recevra 12 points au classement des équipes, jusqu'à la neuvième équipe qui marquera deux points. Seules les équipes françaises marquent des points.
| Position | 1re | 2e | 3e | 4e | 5e | 6e | 7e | 8e | 9e |
| Points   | 12  | 9  | 8  | 7  | 6  | 5  | 4  | 3  | 2  |

## Liste des participants
| Légende | Légende                                                                    | Légende | Légende                                                    |
| ------- | -------------------------------------------------------------------------- | ------- | ---------------------------------------------------------- |
| Num     | Dossard de départ porté par le coureur sur Paris-Camembert                 | Pos     | Position à l'arrivée de la course                          |
|         | Indique un maillot de champion national ou mondial, suivi de sa spécialité | NP      | Indique un coureur qui n'a pas pris le départ de la course |
| AB      | Indique un coureur qui n'a pas terminé la course                           | HD      | Indique un coureur qui a terminé la course hors des délais |
| DSQ     | Indique un coureur qui a été disqualifié de la course                      |         |                                                            |

| TotalEnergies TEN                 | TotalEnergies TEN     | TotalEnergies TEN |
| --------------------------------- | --------------------- | ----------------- |
| Num                               | Coureur               | Pos               |
| 1                                 | Valentin Ferron (FRA) | 25e               |
| 2                                 | Jason Tesson (FRA)    | AB                |
| 5                                 | Paul Ourselin (FRA)   | 17e               |
| 6                                 | Julien Simon (FRA)    | 42e               |
| 7                                 | Baptiste Vadic (FRA)  | 61e               |
| Directeur sportif : Romain Sicard |                       |                   |

| Euskaltel-Euskadi EUS                 | Euskaltel-Euskadi EUS          | Euskaltel-Euskadi EUS |
| ------------------------------------- | ------------------------------ | --------------------- |
| Num                                   | Coureur                        | Pos                   |
| 11                                    | Enekoitz Azparren (ESP)        | 34e                   |
| 12                                    | Xabier Berasategi (ESP)        | 15e                   |
| 13                                    | Unai Cuadrado (ESP)            | 31e                   |
| 14                                    | James Fouché (NZL)             | AB                    |
| 15                                    | Txomin Juaristi (ESP)          | 30e                   |
| 16                                    | Andoni López de Abetxuko (ESP) | 18e                   |
| 17                                    | Unai Zubeldia (ESP)            | 45e                   |
| Directeur sportif : Santiago Barranco |                                |                       |

| Cofidis COF                           | Cofidis COF            | Cofidis COF |
| ------------------------------------- | ---------------------- | ----------- |
| Num                                   | Coureur                | Pos         |
| 21                                    | Guillaume Martin (FRA) | 6e          |
| 22                                    | Hugo Toumire (FRA)     | 66e         |
| 23                                    | Alexis Gougeard (FRA)  | AB          |
| 25                                    | Nolann Mahoudo (FRA)   | AB          |
| 26                                    | Stefano Oldani (ITA)   | 51e         |
| 27                                    | Anthony Perez (FRA)    | 12e         |
| Directeur sportif : Yvonnick Bolgiani |                        |             |

| Arkéa-B&B Hotels ARK               | Arkéa-B&B Hotels ARK    | Arkéa-B&B Hotels ARK |
| ---------------------------------- | ----------------------- | -------------------- |
| Num                                | Coureur                 | Pos                  |
| 31                                 | Vincenzo Albanese (ITA) | 11e                  |
| 32                                 | Ewen Costiou (FRA)      | 7e                   |
| 33                                 | Anthony Delaplace (FRA) | 29e                  |
| 34                                 | Pierre Thierry (FRA)    | 28e                  |
| 35                                 | Baptiste Gillet (FRA)   | 47e                  |
| 36                                 | Rémi Lelandais (FRA)    | AB                   |
| 37                                 | Clément Venturini (FRA) | 2e                   |
| Directeur sportif : Laurent Pichon |                         |                      |

| Equipo Kern Pharma EKP | Equipo Kern Pharma EKP   | Equipo Kern Pharma EKP |
| ---------------------- | ------------------------ | ---------------------- |
| Num                    | Coureur                  | Pos                    |
| 41                     | Francisco Galván (ESP)   | 16e                    |
| 42                     | Unai Iribar (ESP)        | 27e                    |
| 43                     | Martí Márquez (ESP)      | 55e                    |
| 44                     | Mikel Retegi (ESP)       | 36e                    |
| 45                     | Eugenio Sánchez (ESP)    | 46e                    |
| 46                     | Antonio Jesús Soto (ESP) | AB                     |
| 47                     | Iñigo Elosegui (ESP)     | 64e                    |

| Nice Métropole Côte d'Azur NMC      | Nice Métropole Côte d'Azur NMC | Nice Métropole Côte d'Azur NMC |
| ----------------------------------- | ------------------------------ | ------------------------------ |
| Num                                 | Coureur                        | Pos                            |
| 51                                  | Jonathan Couanon (FRA)         | 63e                            |
| 52                                  | Melvin Crommelinck (FRA)       | AB                             |
| 53                                  | Paul Hennequin (FRA)           | 65e                            |
| 54                                  | Alexander Konijn (NED)         | 54e                            |
| 55                                  | Jean-Louis Le Ny (FRA)         | AB                             |
| 56                                  | Andrea Mifsud                  | 24e                            |
| 57                                  | Axel Narbonne-Zuccarelli (FRA) | 59e                            |
| Directeur sportif : Frédéric Doutre |                                |                                |

| Team Novo Nordisk TNN                 | Team Novo Nordisk TNN   | Team Novo Nordisk TNN |
| ------------------------------------- | ----------------------- | --------------------- |
| Num                                   | Coureur                 | Pos                   |
| 61                                    | Quinten De Graeve (BEL) | AB                    |
| 62                                    | Sam Brand (GBR)         | AB                    |
| 63                                    | Hamish Beadle (NZL)     | AB                    |
| 64                                    | Matyáš Kopecký (CZE)    | 10e                   |
| 65                                    | Andrea Peron (ITA)      | AB                    |
| 66                                    | Filippo Ridolfo (ITA)   | AB                    |
| 67                                    | Nathan Smith (GBR)      | NP                    |
| Directeur sportif : Massimo Podenzana |                         |                       |

| VF Group-Bardiani CSF-Faizanè VBF  | VF Group-Bardiani CSF-Faizanè VBF | VF Group-Bardiani CSF-Faizanè VBF |
| ---------------------------------- | --------------------------------- | --------------------------------- |
| Num                                | Coureur                           | Pos                               |
| 71                                 | Filippo Fiorelli (ITA)            | 57e                               |
| 72                                 | Riccardo Lucca (ITA)              | 48e                               |
| 73                                 | Filippo Magli (ITA)               | 58e                               |
| 74                                 | Martin Marcellusi (ITA)           | 4e                                |
| 75                                 | Alessandro Tonelli (ITA)          | AB                                |
| 76                                 | Enrico Zanoncello (ITA)           | AB                                |
| 77                                 | Samuele Zoccarato (ITA)           | AB                                |
| Directeur sportif : Luca Amoriello |                                   |                                   |

| Saint Michel-Mavic-Auber 93 AUB      | Saint Michel-Mavic-Auber 93 AUB | Saint Michel-Mavic-Auber 93 AUB |
| ------------------------------------ | ------------------------------- | ------------------------------- |
| Num                                  | Coureur                         | Pos                             |
| 81                                   | Alexandre Delettre (FRA)        | 3e                              |
| 82                                   | Jérémy Cabot (FRA)              | AB                              |
| 83                                   | Romain Cardis (FRA)             | AB                              |
| 84                                   | Nicolas Breuillard (FRA)        | 23e                             |
| 85                                   | Joris Delbove (FRA)             | 8e                              |
| 86                                   | Théo Delacroix (FRA)            | 49e                             |
| 87                                   | Morne van Niekerk (RSA)         | 50e                             |
| Directeur sportif : Stéphane Javalet |                                 |                                 |

| Uno-X Mobility UXM                | Uno-X Mobility UXM             | Uno-X Mobility UXM |
| --------------------------------- | ------------------------------ | ------------------ |
| Num                               | Coureur                        | Pos                |
| 91                                | Carl-Frederik Bévort (DEN)     | 40e                |
| 92                                | Fredrik Dversnes (NOR) (route) | 5e                 |
| 93                                | Magnus Kulset (NOR)            | 44e                |
| 94                                | Erlend Blikra (NOR)            | AB                 |
| 95                                | Simon Dalby (DEN)              | 39e                |
| 96                                | Marcus Sander Hansen (DEN)     | AB                 |
| 97                                | Anders Skaarseth (NOR)         | 22e                |
| Directeur sportif : Jesper Mørkøv |                                |                    |

| Q36.5 Pro Cycling Team Q36     | Q36.5 Pro Cycling Team Q36 | Q36.5 Pro Cycling Team Q36 |
| ------------------------------ | -------------------------- | -------------------------- |
| Num                            | Coureur                    | Pos                        |
| 101                            | Negasi Abreha (ETH)        | 62e                        |
| 102                            | Walter Calzoni (ITA)       | 32e                        |
| 103                            | Marcel Camprubí (ESP)      | 38e                        |
| 104                            | Filippo Conca (ITA)        | 35e                        |
| 105                            | Matteo Moschetti (ITA)     | AB                         |
| 106                            | Rory Townsend (IRL)        | 9e                         |
| 107                            | Manuel Oioli (ITA)         | AB                         |
| Directeur sportif : Jens Zemke |                            |                            |

| CIC U Nantes Atlantique UCN | CIC U Nantes Atlantique UCN | CIC U Nantes Atlantique UCN |
| --------------------------- | --------------------------- | --------------------------- |
| Num                         | Coureur                     | Pos                         |
| 111                         | Léo Danès (FRA)             | 33e                         |
| 112                         | Maël Guégan (FRA)           | AB                          |
| 113                         | Pierre-Henry Basset (FRA)   | 43e                         |
| 114                         | Clément Braz Afonso (FRA)   | 19e                         |
| 115                         | Antoine Hue (FRA)           | AB                          |
| 116                         | Artus Jaladeau (FRA)        | AB                          |
| 117                         | Matisse Julien (CAN)        | AB                          |

| Van Rysel-Roubaix VRR               | Van Rysel-Roubaix VRR  | Van Rysel-Roubaix VRR |
| ----------------------------------- | ---------------------- | --------------------- |
| Num                                 | Coureur                | Pos                   |
| 121                                 | Jérémy Leveau (FRA)    | AB                    |
| 122                                 | Kévin Avoine (FRA)     | 56e                   |
| 123                                 | Rémi Capron (FRA)      | 52e                   |
| 124                                 | Célestin Guillon (FRA) | 60e                   |
| 125                                 | Maxime Jarnet (FRA)    | 37e                   |
| 127                                 | Kenny Molly (BEL)      | 20e                   |
| Directeur sportif : Gilles Pauchard |                        |                       |

| Groupama-FDJ GFC                    | Groupama-FDJ GFC       | Groupama-FDJ GFC |
| ----------------------------------- | ---------------------- | ---------------- |
| Num                                 | Coureur                | Pos              |
| 131                                 | Clément Davy (FRA)     | 41e              |
| 132                                 | Thibaud Gruel (FRA)    | 14e              |
| 133                                 | Marc Sarreau (FRA)     | AB               |
| 134                                 | Titouan Fontaine (FRA) | 67e              |
| 135                                 | Joshua Golliker (GBR)  | AB               |
| 136                                 | Noah Hobbs (GBR)       | 53e              |
| 137                                 | Brieuc Rolland (FRA)   | 26e              |
| Directeur sportif : Thierry Bricaud |                        |                  |

| Decathlon-AG2R La Mondiale DAT       | Decathlon-AG2R La Mondiale DAT | Decathlon-AG2R La Mondiale DAT |
| ------------------------------------ | ------------------------------ | ------------------------------ |
| Num                                  | Coureur                        | Pos                            |
| 141                                  | Benoît Cosnefroy (FRA)         | 1er                            |
| 142                                  | Jordan Labrosse (FRA)          | 21e                            |
| 143                                  | Valentin Retailleau (FRA)      | 13e                            |
| 144                                  | Killian Verschuren (FRA)       | AB                             |
| 145                                  | Tom Donnenwirth (FRA)          | AB                             |
| 146                                  | Noa Isidore (FRA)              | AB                             |
| 147                                  | Léo Bisiaux (FRA)              | AB                             |
| Directeur sportif : Artūras Kasputis |                                |                                |

| TotalEnergies TEN                 | TotalEnergies TEN     | TotalEnergies TEN |
| --------------------------------- | --------------------- | ----------------- |
| Num                               | Coureur               | Pos               |
| 1                                 | Valentin Ferron (FRA) | 25e               |
| 2                                 | Jason Tesson (FRA)    | AB                |
| 5                                 | Paul Ourselin (FRA)   | 17e               |
| 6                                 | Julien Simon (FRA)    | 42e               |
| 7                                 | Baptiste Vadic (FRA)  | 61e               |
| Directeur sportif : Romain Sicard |                       |                   |

| Euskaltel-Euskadi EUS                 | Euskaltel-Euskadi EUS          | Euskaltel-Euskadi EUS |
| ------------------------------------- | ------------------------------ | --------------------- |
| Num                                   | Coureur                        | Pos                   |
| 11                                    | Enekoitz Azparren (ESP)        | 34e                   |
| 12                                    | Xabier Berasategi (ESP)        | 15e                   |
| 13                                    | Unai Cuadrado (ESP)            | 31e                   |
| 14                                    | James Fouché (NZL)             | AB                    |
| 15                                    | Txomin Juaristi (ESP)          | 30e                   |
| 16                                    | Andoni López de Abetxuko (ESP) | 18e                   |
| 17                                    | Unai Zubeldia (ESP)            | 45e                   |
| Directeur sportif : Santiago Barranco |                                |                       |

| Cofidis COF                           | Cofidis COF            | Cofidis COF |
| ------------------------------------- | ---------------------- | ----------- |
| Num                                   | Coureur                | Pos         |
| 21                                    | Guillaume Martin (FRA) | 6e          |
| 22                                    | Hugo Toumire (FRA)     | 66e         |
| 23                                    | Alexis Gougeard (FRA)  | AB          |
| 25                                    | Nolann Mahoudo (FRA)   | AB          |
| 26                                    | Stefano Oldani (ITA)   | 51e         |
| 27                                    | Anthony Perez (FRA)    | 12e         |
| Directeur sportif : Yvonnick Bolgiani |                        |             |

| Arkéa-B&B Hotels ARK               | Arkéa-B&B Hotels ARK    | Arkéa-B&B Hotels ARK |
| ---------------------------------- | ----------------------- | -------------------- |
| Num                                | Coureur                 | Pos                  |
| 31                                 | Vincenzo Albanese (ITA) | 11e                  |
| 32                                 | Ewen Costiou (FRA)      | 7e                   |
| 33                                 | Anthony Delaplace (FRA) | 29e                  |
| 34                                 | Pierre Thierry (FRA)    | 28e                  |
| 35                                 | Baptiste Gillet (FRA)   | 47e                  |
| 36                                 | Rémi Lelandais (FRA)    | AB                   |
| 37                                 | Clément Venturini (FRA) | 2e                   |
| Directeur sportif : Laurent Pichon |                         |                      |

| Equipo Kern Pharma EKP | Equipo Kern Pharma EKP   | Equipo Kern Pharma EKP |
| ---------------------- | ------------------------ | ---------------------- |
| Num                    | Coureur                  | Pos                    |
| 41                     | Francisco Galván (ESP)   | 16e                    |
| 42                     | Unai Iribar (ESP)        | 27e                    |
| 43                     | Martí Márquez (ESP)      | 55e                    |
| 44                     | Mikel Retegi (ESP)       | 36e                    |
| 45                     | Eugenio Sánchez (ESP)    | 46e                    |
| 46                     | Antonio Jesús Soto (ESP) | AB                     |
| 47                     | Iñigo Elosegui (ESP)     | 64e                    |

| Nice Métropole Côte d'Azur NMC      | Nice Métropole Côte d'Azur NMC | Nice Métropole Côte d'Azur NMC |
| ----------------------------------- | ------------------------------ | ------------------------------ |
| Num                                 | Coureur                        | Pos                            |
| 51                                  | Jonathan Couanon (FRA)         | 63e                            |
| 52                                  | Melvin Crommelinck (FRA)       | AB                             |
| 53                                  | Paul Hennequin (FRA)           | 65e                            |
| 54                                  | Alexander Konijn (NED)         | 54e                            |
| 55                                  | Jean-Louis Le Ny (FRA)         | AB                             |
| 56                                  | Andrea Mifsud                  | 24e                            |
| 57                                  | Axel Narbonne-Zuccarelli (FRA) | 59e                            |
| Directeur sportif : Frédéric Doutre |                                |                                |

| Team Novo Nordisk TNN                 | Team Novo Nordisk TNN   | Team Novo Nordisk TNN |
| ------------------------------------- | ----------------------- | --------------------- |
| Num                                   | Coureur                 | Pos                   |
| 61                                    | Quinten De Graeve (BEL) | AB                    |
| 62                                    | Sam Brand (GBR)         | AB                    |
| 63                                    | Hamish Beadle (NZL)     | AB                    |
| 64                                    | Matyáš Kopecký (CZE)    | 10e                   |
| 65                                    | Andrea Peron (ITA)      | AB                    |
| 66                                    | Filippo Ridolfo (ITA)   | AB                    |
| 67                                    | Nathan Smith (GBR)      | NP                    |
| Directeur sportif : Massimo Podenzana |                         |                       |

| VF Group-Bardiani CSF-Faizanè VBF  | VF Group-Bardiani CSF-Faizanè VBF | VF Group-Bardiani CSF-Faizanè VBF |
| ---------------------------------- | --------------------------------- | --------------------------------- |
| Num                                | Coureur                           | Pos                               |
| 71                                 | Filippo Fiorelli (ITA)            | 57e                               |
| 72                                 | Riccardo Lucca (ITA)              | 48e                               |
| 73                                 | Filippo Magli (ITA)               | 58e                               |
| 74                                 | Martin Marcellusi (ITA)           | 4e                                |
| 75                                 | Alessandro Tonelli (ITA)          | AB                                |
| 76                                 | Enrico Zanoncello (ITA)           | AB                                |
| 77                                 | Samuele Zoccarato (ITA)           | AB                                |
| Directeur sportif : Luca Amoriello |                                   |                                   |

| Saint Michel-Mavic-Auber 93 AUB      | Saint Michel-Mavic-Auber 93 AUB | Saint Michel-Mavic-Auber 93 AUB |
| ------------------------------------ | ------------------------------- | ------------------------------- |
| Num                                  | Coureur                         | Pos                             |
| 81                                   | Alexandre Delettre (FRA)        | 3e                              |
| 82                                   | Jérémy Cabot (FRA)              | AB                              |
| 83                                   | Romain Cardis (FRA)             | AB                              |
| 84                                   | Nicolas Breuillard (FRA)        | 23e                             |
| 85                                   | Joris Delbove (FRA)             | 8e                              |
| 86                                   | Théo Delacroix (FRA)            | 49e                             |
| 87                                   | Morne van Niekerk (RSA)         | 50e                             |
| Directeur sportif : Stéphane Javalet |                                 |                                 |

| Uno-X Mobility UXM                | Uno-X Mobility UXM             | Uno-X Mobility UXM |
| --------------------------------- | ------------------------------ | ------------------ |
| Num                               | Coureur                        | Pos                |
| 91                                | Carl-Frederik Bévort (DEN)     | 40e                |
| 92                                | Fredrik Dversnes (NOR) (route) | 5e                 |
| 93                                | Magnus Kulset (NOR)            | 44e                |
| 94                                | Erlend Blikra (NOR)            | AB                 |
| 95                                | Simon Dalby (DEN)              | 39e                |
| 96                                | Marcus Sander Hansen (DEN)     | AB                 |
| 97                                | Anders Skaarseth (NOR)         | 22e                |
| Directeur sportif : Jesper Mørkøv |                                |                    |

| Q36.5 Pro Cycling Team Q36     | Q36.5 Pro Cycling Team Q36 | Q36.5 Pro Cycling Team Q36 |
| ------------------------------ | -------------------------- | -------------------------- |
| Num                            | Coureur                    | Pos                        |
| 101                            | Negasi Abreha (ETH)        | 62e                        |
| 102                            | Walter Calzoni (ITA)       | 32e                        |
| 103                            | Marcel Camprubí (ESP)      | 38e                        |
| 104                            | Filippo Conca (ITA)        | 35e                        |
| 105                            | Matteo Moschetti (ITA)     | AB                         |
| 106                            | Rory Townsend (IRL)        | 9e                         |
| 107                            | Manuel Oioli (ITA)         | AB                         |
| Directeur sportif : Jens Zemke |                            |                            |

| CIC U Nantes Atlantique UCN | CIC U Nantes Atlantique UCN | CIC U Nantes Atlantique UCN |
| --------------------------- | --------------------------- | --------------------------- |
| Num                         | Coureur                     | Pos                         |
| 111                         | Léo Danès (FRA)             | 33e                         |
| 112                         | Maël Guégan (FRA)           | AB                          |
| 113                         | Pierre-Henry Basset (FRA)   | 43e                         |
| 114                         | Clément Braz Afonso (FRA)   | 19e                         |
| 115                         | Antoine Hue (FRA)           | AB                          |
| 116                         | Artus Jaladeau (FRA)        | AB                          |
| 117                         | Matisse Julien (CAN)        | AB                          |

| Van Rysel-Roubaix VRR               | Van Rysel-Roubaix VRR  | Van Rysel-Roubaix VRR |
| ----------------------------------- | ---------------------- | --------------------- |
| Num                                 | Coureur                | Pos                   |
| 121                                 | Jérémy Leveau (FRA)    | AB                    |
| 122                                 | Kévin Avoine (FRA)     | 56e                   |
| 123                                 | Rémi Capron (FRA)      | 52e                   |
| 124                                 | Célestin Guillon (FRA) | 60e                   |
| 125                                 | Maxime Jarnet (FRA)    | 37e                   |
| 127                                 | Kenny Molly (BEL)      | 20e                   |
| Directeur sportif : Gilles Pauchard |                        |                       |

| Groupama-FDJ GFC                    | Groupama-FDJ GFC       | Groupama-FDJ GFC |
| ----------------------------------- | ---------------------- | ---------------- |
| Num                                 | Coureur                | Pos              |
| 131                                 | Clément Davy (FRA)     | 41e              |
| 132                                 | Thibaud Gruel (FRA)    | 14e              |
| 133                                 | Marc Sarreau (FRA)     | AB               |
| 134                                 | Titouan Fontaine (FRA) | 67e              |
| 135                                 | Joshua Golliker (GBR)  | AB               |
| 136                                 | Noah Hobbs (GBR)       | 53e              |
| 137                                 | Brieuc Rolland (FRA)   | 26e              |
| Directeur sportif : Thierry Bricaud |                        |                  |

| Decathlon-AG2R La Mondiale DAT       | Decathlon-AG2R La Mondiale DAT | Decathlon-AG2R La Mondiale DAT |
| ------------------------------------ | ------------------------------ | ------------------------------ |
| Num                                  | Coureur                        | Pos                            |
| 141                                  | Benoît Cosnefroy (FRA)         | 1er                            |
| 142                                  | Jordan Labrosse (FRA)          | 21e                            |
| 143                                  | Valentin Retailleau (FRA)      | 13e                            |
| 144                                  | Killian Verschuren (FRA)       | AB                             |
| 145                                  | Tom Donnenwirth (FRA)          | AB                             |
| 146                                  | Noa Isidore (FRA)              | AB                             |
| 147                                  | Léo Bisiaux (FRA)              | AB                             |
| Directeur sportif : Artūras Kasputis |                                |                                |